# Симплиций, Фаустин и Беатриса

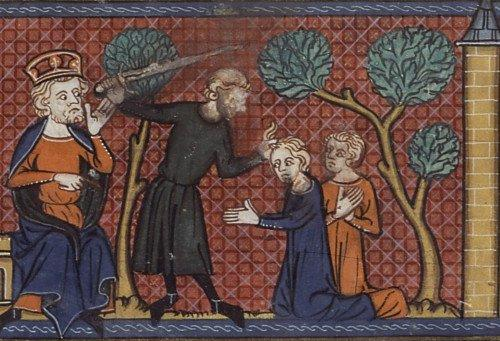
Святые Симплиций, Фаустин и Беатриса

Симпли́ций, Фаусти́н и Беатри́са (+ 302 или 303) — мученики Римские. День памяти — 29 июля.

## Предание
Согласно преданию, святые братья Симплиций (Simplicius) и Фаустин (Faustinus) были подвергнуты жестоким мучениям во времена императора Диоклетиана за исповедание Христовой веры. Они были биты палицами, а затем обезглавлены. Их тела были брошены в Тибр. Их сестра Беатриса (Beatrice, Beatrix, Viatrix) извлекла тела святых из воды и похоронила вместе с иными христианскими мучениками.
Затем на протяжении семи месяцев святая Беатриса жила вместе с благочестивой женщиной по имени Люцина (Lucina), и они вместе тайно помогали гонимым христианам. В итоге это обнаружилось, и святая Беатриса была схвачена. Её обвинителем был сосед Лукреций, желавший получить во владение её земли. Она предстала перед судом, где заявила, что не станет приносить жертву демонам, поскольку она христианка. В наказание её задушили в тюрьме. Её подруга Лицина погребла её тело в катакомбах ad Ursum Pileatum или Generosa  по дороге  в Порто (Porto).
Божественной наказание вскоре постигло Лукреция, который на празднике насмехался над глупостью христиан. Малое дитя воскричало: "Ты совершил убийство и взял землю в незаконное владение. Ты слуга диавола", который тотчас овладел Лукрецием, мучил три часа, после чего бросил в бездонную пропасть. Ужас от происходящего охватил присутствующих, и их великое множество стало христианами.

## Почитание
Об этих мучениках более неизвестно ничего кроме того, что они были погребены 29 июля. Из-за того, что о них известно чрезвычайно мало, они были исключены из Римского календаря святых, предназначенного для всеобщего литургического поминания. Но поскольку их имена присутствуют в Римском мартирологе, они по-прежнему остаются в списках для всеобщего почитания и могут быть включены в местные литургические календари. Со времени принятия Тридентского календаря до 1969 года Общий Римский календарь предусматривал их поминание на литургии святой Марты 29 июля.
Римский папа Лев II перенёс их мощи в храм, построенный им в Риме в честь святого апостола Павла. Позднее большая часть мощей была перенесена в собор Санта Мария Маджоре. 
Святого Симлиция изображают со знаменем, на гербе которого, известном как  шлем Симплиция, имеются три лилии, символ чистоты сердца. Святую Беатрису изображают с верёвкой в руке в знак её удушения.

## Источник
- Emilio Venditti: Die Stadtpatrone von Fulda und ihre Katakombe in Rom. Hrsg. und bearb. von Ulrich Schambony. [Aus dem Ital. von Julia Schambony] Fulda: Parzeller 2000 ISBN 3-7900-0314-X